# インガ・ブッシュ
インガ・ブッシュ（Inga Busch、1968年1月25日 - ）は、ドイツの女優。

## 出演作品
- リトル・ウィッチ ビビと魔法のクリスタル（カーラ）
- パレルモ・シューティング